# Gennaro Gattuso
Gennaro Ivan "Rino" Gattuso Ufficiale OMRI (phát âm tiếng Ý: [dʒenˈnaːro ɡatˈtuːzo]; sinh ngày 9 tháng 1 năm 1978) là một cựu cầu thủ bóng đá và hiện là huấn luyện viên của đội tuyển Ý
Thời còn thi đấu, ông chủ yếu chơi ở vị trí tiền vệ phòng ngự. Khi còn ở đỉnh cao phong độ, Gattuso là một cầu thủ thi đấu rất quyết liệt và mạnh mẽ, luôn có mặt khắp mọi điểm nóng trên sân và được coi là một trong những tiền vệ phòng ngự tốt nhất trên thế giới.
Trong suốt sự nghiệp tại Milan, Gattuso đã giành được hai Cúp UEFA Champions League mùa giải 2002-03 và 2006-07, danh hiệu Serie A mùa giải 2003-04. Anh có một vai trò quan trọng trong chiến thắng của Ý trước Pháp trong trận chung kết World Cup 2006 và giúp đội nhà nâng cao chiếc cúp danh giá này.

## Sự nghiệp

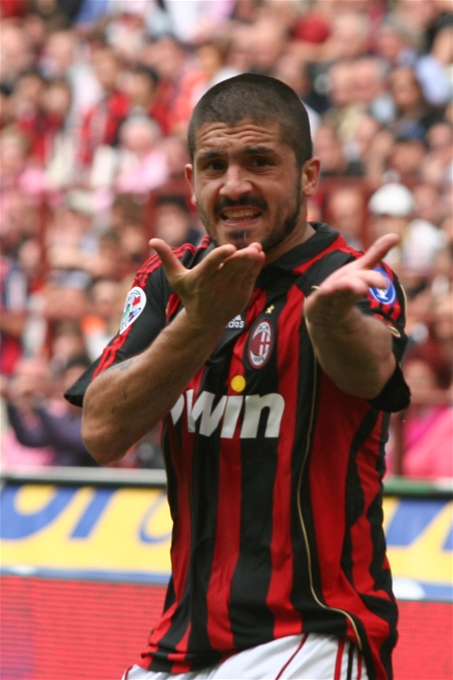
Gattuso trong màu áo Milan.

Gattuso bắt đầu sự nghiệp thi đấu chuyên nghiệp tại Perugia, nhưng tới tháng 6 năm 1997, khi mới 19 tuổi, anh được bán cho Glasgow Rangers của Scotland.
Tháng 10 năm 1998, Gattuso trở lại Serie A thi đấu cho Salernitana với giá chuyển nhượng 4 triệu bảng Anh.
Salernitana xuống hạng vào cuối mùa giải nhưng với phong độ ấn tựong của mình, Gattuso được AC Milan mua lại với giá 8 triệu bảng Anh. Anh nhanh chóng chiếm được một suất trong đội hình chính với lối chơi đầy nhiệt huyết.
Tuy nhiên, sau đó dưới thời của hai HLV Arrigo Sacchi và Fatih Terim, anh không được ra sân trong đội hình chính thường xuyên và hầu hết chỉ được ra sân từ băng ghế dự bị.
Cuối năm 2002, Carlo Ancelotti trở thành HLV trưởng của Milan và tiến hành những công cuộc cải cách mới mạnh mẽ trên toàn bộ chiến thuật và phong cách của đội bóng. Cùng với sự xuất hiện của Pirlo và Seedorf, Gattuso được bố trí là tiền vệ phòng ngự đá bên cạnh Pirlo và làm chốt chặt hiệu quả cho Milan cùng với Ambrosini. Biệt danh "Rino" (tê giác) cũng xuất hiện từ đây. Cùng với Pirlo, Seedorf, Rui Cóta và sau này là Kaka, Gattuso đã tạo nên một trong những hàng tiền vệ được đánh giá là xuất sắc nhất lịch sử bóng đá thế giới.
Gattuso chơi trận chung kết UEFA Champions League lần đầu tiên trong sự nghiệp khoác áo AC Milan vào mùa giải 2002-2003 và giành chức vô địch cùng Milan sau khi chiến thắng trước Juventus trên loạt sút luân lưu.
Mùa giải 2004-05, A.C. Milan lại vào chung kết Cúp C1 năm 2005, song đã thất bại trước Liverpool 4-3 trên chấm luân lưu. Trong trận đấu đó, Gattuso là người phạm lỗi với Baros trong vòng cấm địa để Xabi Alonso đá phạt thành công 11m gỡ hòa 3-3 cho Liverpool.
Gattuso đã chơi trận đấu thứ 300 của mình cho câu lạc bộ trong một không bàn thắng Champions League trước Lille ngày 26 tháng 9 năm 2006, và anh đã gia hạn hợp đồng của anh với Milan cho đến năm 2011 vào ngày 1 tháng 2 năm 2007.
Năm 2007, Milan lại gặp Liverpool trong trận chung kết Champions League đầy duyên nợ, ký ức tại Istanbul hai năm trước đã không lặp lại khi anh cùng Milan đã đánh bại the Kop (biệt danh của Liverpool) với tỉ số 2-1 và giành chức vô địch UEFA Champions League lần thứ 7 trong lịch sử câu lạc bộ.
Anh chơi trận đấu thứ 400 cho Milan vào ngày 22 tháng 8 năm 2009 trước Salernitana tại Serie A với chiếc băng thủ quân trên tay.
Gattuso còn cùng AC Milan giành Coppa Italia 2002-2003, Scudetto mùa giải 2003-2004, Supercoppa Italiana năm 2005.
Trận đấu được đánh giá là hay nhất trong sự nghiệp của Gattuso là chiến thắng 3-0 của A.C.Milan trước Manchester United tại lượt về bán kết UEFA Champions League 2006-2007 trên sân San Siro. Chính sự năng nổ và hiệu quả của anh cùng với khả năng tranh chấp tốt đã khiến hàng tiền vệ của Manchester hoàn toàn không thể kiểm soát được trận đấu, dẫn tới một trong những trận thua đáng thất vọng nhất trong lịch sử của đội bóng Anh này.
Sau khi gia hạn hợp đồng với Milan đến tháng 6 năm 2012, Gattuso đã bị phát hiện mắc một hội chứng rối loạn thị giác chỉ vài ngày trước khi mùa giải 2011-2012 bắt đầu. Vì những ảnh hưởng của hội chứng này, anh buộc phải nói lời chia tay với đội bóng mà mình gắn bó suốt 14 năm vào cuối mùa giải.
Bến đỗ tiếp theo của Gattuso là Sion của Thụy Sĩ, anh ký hợp đồng chơi cho đội bóng này vào tháng 6 năm 2012. Chỉ sau vài tháng, Gattuso đã quyết định bắt đầu sự nghiệp huấn luyện của mình tại Sion với bản hợp đồng mới kiêm nhiệm cả hai vài trò cầu thủ và huấn luyện viên vào tháng 2 năm 2013 trước khi rời câu lạc bộ này vào tháng 5 năm 2013.

## Sự nghiệp quốc tế
Gattuso từng được triệu tập vào đội tuyển U18 Italia dự VCK U18 Châu Âu năm 1995, nơi họ giành chức Á Quân. Anh cũng góp mặt trong đội hình U21 Italia vô địch Châu Âu 5 năm sau đó tại Slovakia.
Anh ra sân lần đầu cho ĐTQG Italia vào tháng 2 năm 2000 trong 1 trận giai hữu với Thụy Điển.
Trong suốt sự nghiệp, Gattuso đã chơi tổng cộng 73 trận trong màu áo đội tuyển quốc gia. Anh đã cùng đội bóng áo thiên thanh tham dự World Cup 2002, Euro 2004, World Cup 2006, Euro 2008, Confederations Cup 2009 và World Cup 2010.
Giải đấu thành công nhất của anh và đội tuyển Italia là World Cup 2006 tại Đức khi họ đã giành chức vô địch như một phép màu sau scandal Calciopoli đầy tai tiếng, Tại đây, Gattuso đã chứng minh anh là tiền vệ phòng ngự xuất sắc nhất TG vào thời điểm đó và thể hiện được tinh thần thép, luôn là chỗ dựa cho đồng đội.
Gattuso giã từ ĐTQG sau World Cup 2010, trận đấu cuối cùng của anh cho ĐT Italia là trận cuối cùng trong vòng bảng giải đấu này trước Slovakia, khi họ để thua 3-2 và bị loại.

## Sự nghiệp huấn luyện

### Palermo
Sau khi rời CLB đầu tiên trong sự nghiệp huấn luyện là Sion, Gattuso nhanh chóng quay lại Italia và trở thành HLV CLB Palermo tại Serie B,. Tuy nhiên, Gattuso nhanh chóng bị sa thải chỉ sau 6 trận vì chỉ kiếm nổi 2 trận thắng và 1 trận hòa.
Suốt phần còn lại của mùa giải, Gattuso đã tham gia khóa học bằng HLV chuyên nghiệp của UEFA và lấy được chứng nhận này tháng 9 năm 2014.

### OFI Crete
Tháng 6 năm 2014, Gattuso nhận lời làm HLV CLB OFI Crete ở giải VĐQG Hy Lạp. Đây là giai đoạn khó khăn về kinh tế của CLB này do khủng hoảng kinh tế của đất nước. BHL và các cầu thủ đã không được phát lương đúng hạn. Gattuso quyết định từ chức vào tháng 10 năm 2014 do các cầu thủ không có tinh thần thi đấu vì nợ lương, tuy nhiên, trước tình cảm của các CĐV và BLĐ, ông chấp nhận ở lại. Đến tháng 12 năm 2014, Gattuso buộc phải rời OFI Crete vì không thể làm gì hơn trước tình hình tài chính của CLB.

### Pisa
Tháng 8 năm 2015, Gattuso trở thành HLV trưởng CLB Pisa tại giải Serie C ở Italia, Ông đã dẫn dắt Pisa giành quyền thăng hạng Serie B cuối mùa giải sau khi đánh bại Foggia 5-3 sau 2 lượt trận của vòng đấu play-off, thành quả đầu tiên trong cương vị HLV của Gattuso.

### Milan
Tháng 5 năm 2017, Gattuso được CLB cũ AC Milan bổ nhiệm làm HLV trưởng đội trẻ Primavera. Ngày 27 tháng 11 năm 2017, ông được bổ nhiệm làm HLV trưởng của AC Milan sau khi HLV Vincenzo Montella bị sa thải vì thành tích kém cỏi.
Tháng 4 năm 2018, Gattuso gia hạn hợp đồng với Milan đến năm 2021. Tuy nhiên, ngày 28 tháng 5 năm 2019, Gattuso đã bị Milan sa thải.

### Napoli
Ngày 11 tháng 12 năm 2019, Gattuso được bổ nhiệm làm huấn luyện viên trưởng của Napoli sau khi câu lạc bộ này đã sa thải Carlo Ancelotti 1 ngày trước đó.

### Fiorentina
Ngày 25 tháng 5 năm 2021, Fiorentina thông báo về việc bổ nhiệm Gattuso làm huấn luyện viên trưởng từ ngày 1 tháng 7. Nhưng vào ngày 17 tháng 6, tức 2 tuần trước khi hợp đồng có hiệu lực, Gattuso và Fiorentina đã hủy bỏ hợp đồng.

### Valencia
Ngày 9 tháng 6 năm 2022, Gattuso được bổ nhiệm làm huấn luyện viên của Valencia, đội thi đấu tại La Liga với bản hợp đồng có thời hạn hai mùa giải.. Vào ngày 30 tháng 1 năm 2023, Gattuso và Valencia đã đi đến thỏa thuận chấm dứt hợp đồng.

## Bàn thắng quốc tế
| #  | Ngày       | Địa điểm      | Đối thủ | Bàn thắng | Kết quả | Giải     |
| -- | ---------- | ------------- | ------- | --------- | ------- | -------- |
| 1. | 15-11-2000 | Turin, Italia | Anh     | 1-0       | Thắng   | Giao hữu |

## Thống kê
| Đội               | Mùa giải          | Giải quốc gia | Giải quốc gia | Cúp  | Cúp | Châu Âu1 | Châu Âu1 | Khác 2 | Khác 2 | Tổng | Tổng |
| Đội               | Mùa giải          | Trận          | Bàn           | Trận | Bàn | Trận     | Bàn      | Trận   | Bàn    | Trận | Bàn  |
| ----------------- | ----------------- | ------------- | ------------- | ---- | --- | -------- | -------- | ------ | ------ | ---- | ---- |
| Perugia           | 1995-96           | 2             | 0             | -    | -   | -        | -        | -      | -      | 2    | 0    |
| Perugia           | 1996-97           | 8             | 0             | -    | -   | -        | -        | -      | -      | 8    | 0    |
| Perugia           | Tổng số           | 10            | 0             | -    | -   | -        | -        | -      | -      | 10   | 0    |
| Rangers           | 1997-98           | 36            | 7             | -    | -   | 2        | 1        | -      | -      | 38   | 8    |
| Rangers           | 1998              | 4             | 0             | -    | -   | 5        | 1        | -      | -      | 9    | 1    |
| Rangers           | Tổng số           | 40            | 7             | -    | -   | 7        | 2        | -      | -      | 47   | 9    |
| Salernitana       | 1998-99           | 25            | 0             | -    | -   | -        | -        | -      | -      | 25   | 0    |
| Salernitana       | Tổng số           | 25            | 0             | -    | -   | -        | -        | -      | -      | 25   | 0    |
| Milan             | 1999-00           | 22            | 1             | 1    | 0   | 5        | 0        | -      | -      | 28   | 1    |
| Milan             | 2000-01           | 24            | 0             | 2    | 0   | 10       | 0        | -      | -      | 36   | 0    |
| Milan             | 2001-02           | 32            | 0             | 5    | 0   | 10       | 0        | -      | -      | 47   | 0    |
| Milan             | 2002-03           | 25            | 0             | 3    | 0   | 14       | 0        | -      | -      | 42   | 0    |
| Milan             | 2003-04           | 33            | 1             | 2    | 0   | 8        | 1        | 2      | 0      | 45   | 2    |
| Milan             | 2004-05           | 32            | 0             | 2    | 0   | 11       | 0        | 1      | 0      | 46   | 0    |
| Milan             | 2005-06           | 35            | 3             | 3    | 0   | 11       | 0        | -      | -      | 49   | 3    |
| Milan             | 2006-07           | 30            | 1             | 4    | 0   | 13       | 0        | -      | -      | 47   | 1    |
| Milan             | 2007-08           | 31            | 1             | 1    | 0   | 9        | 0        | 2      | 0      | 43   | 1    |
| Milan             | 2008-09           | 12            | 0             | -    | -   | 4        | 1        | -      | -      | 16   | 1    |
| Milan             | 2009–10           | 22            | 0             | 1    | 0   | 1        | 0        | –      | –      | 24   | 0    |
| Milan             | 2010–11           | 31            | 2             | 2    | 0   | 5        | 0        | –      | –      | 38   | 2    |
| Milan             | 2011–12           | 6             | 0             | 0    | 0   | 0        | 0        | 1      | 0      | 7    | 0    |
| Milan             | Tổng số           | 335           | 9             | 26   | 0   | 99       | 2        | 8      | 0      | 468  | 11   |
| Sion              | 2012–13           | 27            | 1             | 5    | 0   | –        | –        | –      | –      | 32   | 1    |
| Toàn bộ sự nghiệp | Toàn bộ sự nghiệp | 431           | 13            | 37   | 0   | 106      | 4        | 12     | 0      | 586  | 17   |

1Cúp châu Âu gồm UEFA Champions League, UEFA Cup và UEFA Super Cup

2Các giải đấu khác gồm Supercoppa Italiana, Intercontinental Cup và FIFA Club World Cup

## Danh hiệu

### Cùng câu lạc bộ
Perugia
- Trofeo Giacinto Facchetti (1): 1995–96

Milan
- Serie A (2): 2003–04, 2010-11
- Coppa Italia (1): 2002–03
- Supercoppa Italiana (1): 2004
- UEFA Champions League (2): 2002–03, 2006–07
- UEFA Super Cup (2): 2003, 2007
- FIFA Club World Cup (1): 2007

### Cùng đội tuyển
Đội tuyển Ý
- FIFA World Cup (1): 2006
- Giải vô địch bóng đá U-21 châu Âu (1): 2000

### Cá nhân
- World Cup 2006 (1): Được lọt vào đội hình xuất sắc nhất giải đấu
- World Cup 2006 (1): Được lọt vào Top 10 cầu thủ xuất sắc nhất giải đấu

## Cuộc sống
Gattuso đã kết hôn với Monica Romano (một phụ nữ người Scotland gốc Ý), người phụ nữ mà anh gặp trong thời gian chơi cho Rangers tại một trận đấu giao hữu ở Toronto, Canada. Cặp vợ chồng này đã có một thời gian ở bên nhau trước khi kết hôn. Họ có một con gái, Gabriella (sinh ngày 20 tháng 6 năm 2004), và một con trai, Francesco (sinh ngày 8 tháng 11 năm 2007). Monica là em gái của phóng viên Carla Romano hiện đang là người dẫn chương trình kênh truyền hình GMTV của Los Angeles.
Năng nổ trên sân bóng song Gattuso ở ngoài đời là một con người khá kín tiếng. Anh lập gia đình năm 2003 và gần như báo chí không thể tìm thấy một scandal tai tiếng nào ở anh.
Trong tháng 1 năm 2010, Gattuso đã mở một cửa hàng cá ở Gallarate, một thành phố ở tỉnh Varese, nơi tiền vệ này đã sống tám năm.